# Edward G. Robinson
Edward G. Robinson, pseudonimo di Emanuel Goldenberg (Bucarest, 12 dicembre 1893 – Los Angeles, 26 gennaio 1973), è stato un attore rumeno naturalizzato statunitense.
Inconfondibile figura bassa e tarchiata, con il viso schiacciato e gli occhi dal taglio vagamente orientale, raggiunse la popolarità come interprete di ruoli di gangster nell'era del proibizionismo, sia in chiave realista come in Piccolo Cesare (1931) e L'isola di corallo (1948), sia in chiave parodistica come ne Il piccolo gigante re dei gangsters (1933) e in Un bandito in vacanza (1938).
L'American Film Institute ha inserito Robinson al ventiquattresimo posto tra le più grandi star della storia del cinema.
Divenne noto anche per la sua collezione d'arte, formata da opere che dopo la sua morte furono in gran parte acquistate da Stauros Niarchos.

## Biografia

### Le origini e l'attività teatrale
Emanuel Goldenberg nacque a Bucarest, in Romania, il 12 dicembre del 1893 da una famiglia ebraica, figlio di Sarah Guttman e Morris Goldenberg, costruttore edile. Nel 1903, all'età di 9 anni, per cause dovute ad un crescente antisemitismo, emigrò con i genitori negli Stati Uniti, a New York. Nella Grande Mela, frequentò la Townsend Harris High School e successivamente il City College, per poi iscriversi all'Accademia d'arte drammatica.
Inizialmente, utilizzò lo pseudonimo di E.G. Robinson ("la G non vuol dire nulla", come ebbe a dire lui stesso in varie interviste, "può stare per god" (Dio in inglese) "o per gangster"), ma in realtà E.G. stava per Emanuel Goldenberg; solo in un secondo momento decise di dare alla E il significato di Edward. Nel 1913 cominciò a lavorare come attore di teatro, passando da produzioni popolari a esperimenti d'avanguardia. Recitò in versioni inglesi di commedie yiddish, in lavori in costume, in drammi sentimentali e in commedie sofisticate, ma per i suoi lineamenti marcati e la sua inconfondibile fisionomia venne inevitabilmente destinato a parti da "straniero".
Nel 1915 debuttò con il dramma "Under Fire", al quale fecero seguito "The Deluge", "The Pawn" e "The Little Teacher". Durante la prima guerra mondiale, prestò servizio di leva in marina.
Dalla metà degli anni venti si legò al Theatre Guild e prese parte a produzioni prestigiose di lavori di autori quali Ibsen, Tolstoj, Shaw, Pirandello. In genere gli venivano assegnati ruoli di assassino, di emarginato o di folle, che in ogni caso portava sul palcoscenico ottenendo personali successi: in I fratelli Karamazov impersonava ad esempio il folle Smerdjakov, in Così è se vi pare mise a punto la caratterizzazione del doppiogiochista, in The Racket interpretò un gangster, modellato sul carattere di Al Capone.
Proprio quest'ultima interpretazione attirò l'attenzione dei produttori cinematografici, che lo spinsero a firmare, tra il 1929 e il 1930, contratti per diversi film "di genere". Robinson vi lavorò convinto di non dover abbandonare del tutto gli impegni teatrali. Prima del 1929 in realtà era già comparso in un film muto, The Bright Shawl (1923), accanto a Dorothy Gish, ma la cosa sembrava non dovesse avere seguito.
Tornato a New York nel 1930 per interpretare "Mr Samuel", commedia tratta da un vecchio successo francese in cui impersonava un industriale ebreo, Robinson sperimentò il primo clamoroso fiasco in teatro, e la costosa produzione fu costretta a interrompere le repliche dopo una sola settimana.

### Gli anni deigangster movies(1930-1939)
Forse sentendosi tradito dal suo pubblico, forse corteggiato dai produttori della Warner, forse tentato dai ben più consistenti introiti che la carriera cinematografica poteva garantirgli, Robinson decise allora di rimanere definitivamente a Hollywood, diventando attore di cinema a tempo pieno.
A questo punto arrivò per Robinson il ruolo che lo rese celebre: quello del bandito Cesare Enrico Bandello in Piccolo Cesare (1931). Fin dagli inizi del sonoro, il cinema statunitense aveva annoverato fra i generi più popolari quello del gangster-movie, ma proprio in quegli anni, tra le conseguenze della grande crisi economica e l'avvento del proibizionismo, si delineavano le convenzioni cinematografiche di un genere che, assieme al western e al musical, era destinato a rappresentare lo specifico contributo dell'America alla settima arte. Sarà proprio Piccolo Cesare, assieme ai successivi Nemico pubblico (1931) e Scarface - Lo sfregiato (1932) a stabilire i canoni del film noir e a rivelare all'immaginario collettivo i segreti del mondo del crimine organizzato.
Benché l'interpretazione di Robinson, vista da uno spettatore odierno, appaia caricata ed enfatica, per l'epoca la storia di questo gangster, la sua ascesa e il suo inevitabile declino, rappresentano un'importante novità che finisce per definire un modello canonico imprescindibile, tanto che anche Robert De Niro, molti anni dopo, dichiarò di essersi ispirato proprio al Rico del Piccolo Cesare per la sua interpretazione di Al Capone in Gli intoccabili (1987).
Il grande successo della pellicola si rivelò tuttavia controproducente per Robinson: per tutto il resto della sua carriera egli fu costretto a lottare con la Warner per poter uscire dal cliché del gangster e poter interpretare parti diverse. L'occasione per recitare in ruoli "onesti" non gli mancherà in seguito, ma il personaggio gli rimase "attaccato" per tutta la vita. Segnato dall'etichetta del "boss", la Warner lo costrinse ad interpretare personaggi che, anche in contesti diversi, ricalcavano in qualche modo il vigore e la carica di Rico. Nel successivo Smart Money (1931) è un re del gioco d'azzardo, in Five Star Final (1931) è un burbero direttore di giornale, in L'uomo dalla scure (1932) un "signore della guerra" cinese, in La costa dei barbari (1935) di nuovo un boss della malavita, in L'uomo di bronzo (1937) un manager pugilistico.
In questi anni non mancarono tuttavia ruoli più leggeri, come in Il piccolo gigante re dei gangsters (1933), Tutta la città ne parla (1935) e Un bandito in vacanza (1938), ma si trattava in ogni caso di personaggi legati in qualche modo al milieu della malavita.
Nel 1939, alla vigilia della seconda guerra mondiale, interpretò la parte di un agente dell'FBI nel film Confessioni di una spia nazista.
Nel 1942 cercò di arruolarsi come volontario, ma fu scartato per via dell'età. Prese allora parte a diverse operazioni di supporto nel 1944 in Europa, forte del fatto che parlava correntemente 7 lingue e poteva così contribuire alle trasmissioni radiofoniche trasmesse dalle truppe alleate durante la guerra.

### Gli anni d'oro (1940-49)
Bisognerà attendere il 1940 per poter ammirare Robinson sotto una luce diversa: in Un uomo contro la morte (1940) interpretò il ruolo dello scienziato Paul Ehrlich, scopritore di un farmaco contro la sifilide. Robinson lottò non poco contro la produzione per ottenere finalmente un ruolo da eroe positivo, un medico con una missione da compiere e dei pregiudizi da combattere. Per quella che considerava la parte più importante assegnatagli fino a quel momento, si liberò di tutti gli stereotipi della sua recitazione: il tono stentoreo e aggressivo della sua voce si stemperò in una recitazione garbata e giocata sui mezzi toni, i gesti carichi di vigore e di autorità diventarono movenze felpate e allusive. Scientifico ed educativo nell'affrontare un argomento considerato tabù, il film ottenne grandi plausi e il suo protagonista riteneva finalmente di aver messo la parola "fine" alle caratterizzazioni di personaggi contorti e crudeli.
Il tempo tuttavia non gli diede ragione: ne Il lupo dei mari (1941) Robinson interpretò la parte di un tirannico capitano che domina con compiaciuta malvagità gli uomini del suo equipaggio; in La fiamma del peccato (1944) fu il tenace investigatore deciso a tutti i costi a smascherare una truffa assicurativa mentre in Lo straniero (1946) impersonò il caparbio detective governativo che individua il criminale nazista; in La donna del ritratto (1944) e in Strada scarlatta (1946) fu un uomo mite che le circostanze trasformano in un assassino; in Erano tutti miei figli (1948) impersonò l'imprenditore corrotto. In L'isola di corallo (1948) tornò nuovamente a vestire i panni del gangster, questa volta nell'ambientazione esotica di una delle Isole Keys della Florida, accanto alla coppia Humphrey Bogart e Lauren Bacall.

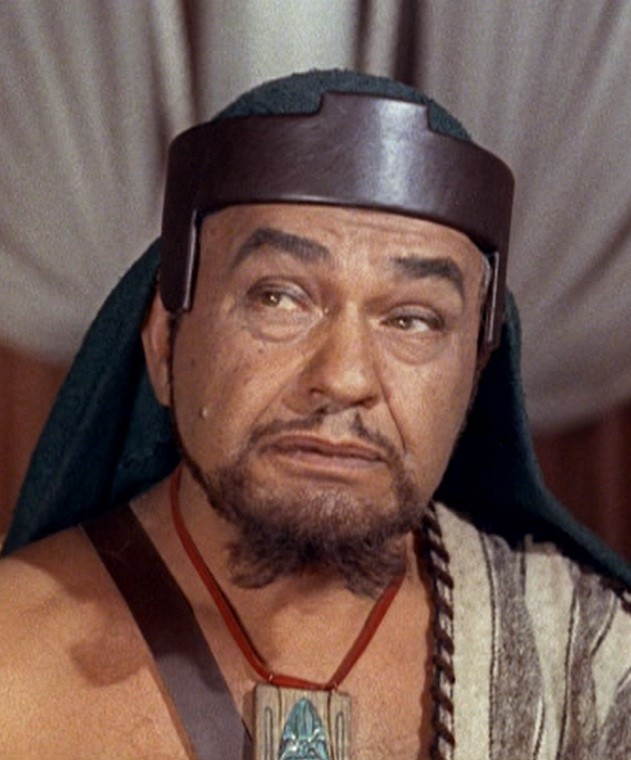
Edward G. Robinson nel 1956 in I dieci comandamenti

### Il declino e i film della maturità (1950-1973)
Con l'interpretazione del tirannico patriarca di origine siciliana in Amaro destino (1949), si chiusero gli anni quaranta ed ebbe termine anche l'epoca d'oro della sua carriera. L'improvviso, rapido declino che seguì nei primi anni cinquanta, sarà dovuto all'accusa di comunismo da cui, insieme a molti altri suoi colleghi, fu costretto a difendersi davanti alla Commissione per le attività antiamericane presieduto dal senatore McCarthy, che alimentò un'ondata di isterica paura in quella che è poi passata alla storia come "caccia alle streghe".
Addolorato per questa accusa (si era sempre considerato un cittadino modello ed era orgoglioso del suo patriottismo), dopo numerosi viaggi a Washington e numerose testimonianze al cospetto della Commissione, finì per essere prosciolto da ogni accusa. Il suo telefono aveva smesso però di squillare, e Robinson decise di tornare al teatro dopo vent'anni di carriera cinematografica, limitandosi a prendere parte di tanto in tanto a qualche pellicola di serie B, appartenente a quel genere di prodotti minori che Hollywood smetterà di produrre negli anni sessanta con l'avvento della televisione.
Il riscatto arrivò nel 1956 grazie a Cecil B. DeMille, che gli offrì la parte di Dathan, il transfuga ebreo che per avidità tradisce il suo popolo, nel kolossal I dieci comandamenti. Questo ruolo di eroe negativo e malvagio gli fu assegnato dopo che Jack Palance, prima scelta del regista, aveva rifiutato per timore di ripercussioni negative sulla sua carriera.
Questa rivincita professionale rimise in moto la macchina degli ingaggi cinematografici, ma le interpretazioni non furono più da protagonista: a Robinson vennero riservati ruoli prevalentemente di spalla prestigiosa, talvolta piccoli cameo. Personaggio tipico negli anni sessanta fu quello del veterano del crimine, del "cervello" della banda anziano e rispettato, che suggerisce le tecniche e tira le fila dell'organizzazione criminale lasciando agli altri lo svolgimento dell'azione vera e propria. Esempi di questo genere sono I sette ladri (1960), I 4 di Chicago (1964), Ad ogni costo (1967), Colpo grosso alla napoletana (1968), e L'incredibile furto di Mr. Girasole (1968).
Altri ruoli significativi, anche se non da protagonista, furono quelli in Due settimane in un'altra città (1962), in cui interpretò un vecchio regista in declino, Intrigo a Stoccolma (1964), in cui è lo scienziato che scompare misteriosamente durante la cerimonia di consegna dei premi Nobel, L'oltraggio (1964), versione western di Rashomon, Cincinnati Kid (1965), considerato da molti critici la sua migliore interpretazione dal 1950 in poi.
La carriera di Edward G. Robinson si concluse con un'ultima interpretazione affrontata solo pochi giorni prima di morire: nel film distopico 2022: i sopravvissuti (1973) interpretò un vecchio depresso e amareggiato che decide di suicidarsi per sfuggire all'apocalittico futuro del mondo in cui vive.
Poche settimane dopo la morte, l'Academy of Motion Picture Arts and Sciences, decise di insignirlo con un Oscar speciale alla memoria, per il suo lungo contributo alla storia del cinema americano.
Robinson è sepolto nella tomba di famiglia nel cimitero di Beth-El, a Brooklyn.

## Citazioni
- Il commissario Winchester, personaggio del cartone animato I Simpson, ha la voce di Hank Azaria ed è ispirata a quella di Edward G. Robinson. Lo stesso Winchester cita Robinson nella puntata 5x17 Bart vince un elefante.
- Nel numero 21 "Il rapimento di Eva" della prima serie di Diabolik, il suo volto è servito da ispirazione per creare le fattezze del gangster Diego Moran.

## Filmografia

### Cinema
- Arms and the Woman, regia di George Fitzmaurice (1916)
- Lo scialle lucente (The Bright Shawl), regia di John S. Robertson (1923)
- The Hole in the Wall, regia di Robert Florey (1929)
- Avventura notturna (Night Ride), regia di John S. Robertson (1930)
- Notte di peccato (A Lady to Love), regia di Victor Sjöström (1930)
- Gli uomini della notte (Outside the Law), regia di Tod Browning (1930)
- L'appello dell'innocente (East Is West), regia di Monta Bell (1930)
- The Widow from Chicago, regia di Edward F. Cline (1930)
- Piccolo Cesare (Little Caesar), regia di Mervyn LeRoy (1931)
- I gioielli rubati (The Stolen Jools), regia di William C. McGann (1931)
- Smart Money, regia di Alfred E. Green (1931)
- Five Star Final, regia di Mervyn LeRoy (1931)
- L'uomo dalla scure (The Hatchet Man), regia di William A. Wellman (1932)
- Two Seconds, regia di Mervyn LeRoy (1932)
- Le tigri del Pacifico (Tiger Shark), regia di Howard Hawks (1932)
- Silver Dollar, regia di Alfred E. Green (1932)
- Il piccolo gigante re dei gangsters (The Little Giant), regia di Roy Del Ruth (1933)
- Amai una donna (I Loved a Woman), regia di Alfred E. Green (1933)
- Dark Hazard, regia di Alfred E. Green (1934)
- The Man with Two Faces, regia di Archie Mayo (1934)
- Tutta la città ne parla (The Whole Town's Talking), regia di John Ford (1935)
- La costa dei barbari (Barbary Coast), regia di Howard Hawks (1935)
- Le belve della città (Bullets or Ballots), regia di William Keighley (1936)
- Trappola d'oro (Thunder in the City), regia di Marion Gering (1937)
- L'uomo di bronzo (Kid Galahad), regia di Michael Curtiz (1937)
- L'ultimo gangster (The Last Gangster), regia di Edward Ludwig (1937)
- Un bandito in vacanza (A Slight Case of Murder), regia di Lloyd Bacon (1938)
- Il sapore del delitto (The Amazing Dr. Clitterhouse), regia di Anatole Litvak (1938)
- Il vendicatore (I Am the Law), regia di Alexander Hall (1938)
- Confessioni di una spia nazista (Confessions of a Nazi Spy), regia di Anatole Litvak (1939)
- L'ultimo ricatto (Blackmail), regia di Henry C. Potter (1939)
- Un uomo contro la morte (Dr. Ehrlich's Magic Bullet), regia di William Dieterle (1940)
- Il vendicatore (Brother Orchid), regia di Lloyd Bacon (1940)
- La vita di Giulio Reuter - Messaggio tragico (A Dispatch from Reuters), regia di William Dieterle (1940)
- Il lupo dei mari (The Sea Wolf), regia di Michael Curtiz (1941)
- Fulminati (Manpower), regia di Raoul Walsh (1941)
- Unholy Partners, regia di Mervyn LeRoy (1941)
- I tre furfanti (Larceny, Inc.), regia di Lloyd Bacon (1942)
- Destino (Tales of Manhattan), regia di Julien Duvivier (1942)
- Ombre sul mare (Destroyer), regia di William A. Seiter (1943)
- Il carnevale della vita (Flesh and Fantasy), regia di Julien Duvivier (1943)
- Il traditore dei mari (Tampico), regia di Lothar Mendes (1944)
- Mister Winkle va alla guerra (Mr. Winkle Goes to War), regia di Alfred E. Green (1944)
- La fiamma del peccato (Double Indemnity), regia di Billy Wilder (1944)
- La donna del ritratto (The Woman in the Window), regia di Fritz Lang (1944)
- Il sole spunta domani (Our Vines Have Tender Grapes), regia di Roy Rowland (1945)
- Journey Together, regia di John Boulting (1945)
- Strada scarlatta (Scarlet Street), regia di Fritz Lang (1945)
- Lo straniero (The Stranger), regia di Orson Welles (1946)
- La casa rossa (The Red House), regia di Delmer Daves (1947)
- Erano tutti miei figli (All My Sons), regia di Irving Reis (1948)
- L'isola di corallo (Key Largo), regia di John Huston (1948)
- La notte ha mille occhi (Night Has a Thousand Eyes), regia di John Farrow (1948)
- Amaro destino (House of Strangers), regia di Joseph L. Mankiewicz (1949)
- L'amore non può attendere (It's a Great Feeling), regia di David Butler (1949)
- Mia figlia Joy (My Daughter Joy), regia di Gregory Ratoff (1950)
- Actor's and Sin, regia di Ben Hecht (1952)
- Squadra omicidi (Vice Squad), regia di Arnold Laven (1953)
- Il grande alleato (Big Leaguer), regia di Robert Aldrich (1953)
- Delitto alla televisione (The Glass Web), regia di Jack Arnold (1953)
- Pioggia di piombo (Black Tuesday), regia di Hugo Fregonese (1954)
- Uomini violenti (The Violent Men), regia di Rudolph Maté (1955)
- Quarto grado (Tight Spot), regia di Phil Karlson (1955)
- Spionaggio atomico (A Bullet for Joey), regia di Lewis Allen (1955)
- Voi assassini (Illegal), regia di Lewis Allen (1955)
- La baia dell'inferno (Hell on Frisco Bay), regia di Frank Tuttle (1955)
- Giorni di dubbio (Nightmare), regia di Maxwell Shane (1956)
- I dieci comandamenti (The Ten Commandments), regia di Cecil B. DeMille (1956)
- Un uomo da vendere (A Hole in the Head), regia di Frank Capra (1959)
- Pepe, regia di George Stevens (1960)
- I sette ladri (Seven Thieves), regia di Henry Hathaway (1960)
- La mia geisha (My Geisha), regia di Jack Cardiff (1962)
- Due settimane in un'altra città (Two Weeks in Another Town), regia di Vincente Minnelli (1962)
- Sammy va al sud (Sammy Going South), regia di Alexander Mackendrick (1963)
- Intrigo a Stoccolma (The Prize), regia di Mark Robson (1963)
- I 4 di Chicago (Robin and the Seven Hoods), regia di Gordon Douglas (1964) (non accreditato)
- Scusa, me lo presti tuo marito? (Good Neighbor Sam), regia di David Swift (1964)
- Il grande sentiero (Cheyenne Autumn), regia di John Ford (1964)
- L'oltraggio (The Outrage), regia di Martin Ritt (1964)
- Cincinnati Kid (The Cincinnati Kid), regia di Norman Jewison (1965)
- All About People, regia di Saul Rubin (1967)
- La bionda di Pechino (La blonde de Pékin), regia di Nicolas Gessner (1967)
- Ad ogni costo, regia di Giuliano Montaldo (1967)
- Operazione San Pietro, regia di Lucio Fulci (1967)
- Colpo grosso alla napoletana (The Biggest Bundle of Them All), regia di Ken Annakin (1968)
- L'incredibile furto di Mr. Girasole (Never a Dull Moment), regia di Jerry Paris (1968)
- Uno scacco tutto matto, regia di Roberto Fizz (1968)
- L'oro di MacKenna (Mackenna's Gold), regia di J. Lee Thompson (1969)
- Song of Norway, regia di Andrew L. Stone (1970)
- Lo B'Yom V'Lo B'Layla, regia di Steven Hilliard Stern (1972)
- 2022: i sopravvissuti (Soylent Green), regia di Richard Fleischer (1973)

### Televisione
- Climax! – serie TV, episodio 1x08 (1954)
- Celebrity Playhouse – serie TV, episodio 1x07 (1955)
- Goodyear Theatre – serie TV, episodio 2x11 (1959)
- I detectives (The Detectives) – serie TV, episodio 3x02 (1961)
- General Electric Theater – serie TV, episodio 9x18 (1961)
- L'uomo che gridava al lupo (The Old Man Who Cried Wolf), regia di Walter Grauman – film TV (1970)

## Doppiatori italiani
Nelle versioni in italiano delle opere in cui ha recitato, Edward G. Robinson è stato doppiato da:
- Giorgio Capecchi in Delitto alla televisione, La baia dell'inferno, Giorni di dubbio, I dieci comandamenti, Un uomo da vendere, La mia geisha, Due settimane in un'altra città, Sammy va al sud, Intrigo a Stoccolma, Il grande sentiero, L'oltraggio, Cincinnati Kid
- Mario Besesti in Il lupo dei mari, Fulminati, La casa rossa, L'isola di corallo, L'amore non può attendere, Squadra omicidi, Uomini violenti
- Corrado Racca in Il traditore dei mari, Lo straniero, Erano tutti miei figli, La notte ha mille occhi
- Luigi Pavese in Ombre sul mare, Spionaggio atomico, Voi assassini
- Corrado Gaipa in Operazione San Pietro, L'incredibile furto di Mr. Girasole, 2022: I sopravvissuti
- Lauro Gazzolo in L'ultimo gangster (ridoppiaggio)[7], La fiamma del peccato
- Amilcare Pettinelli in Il carnevale della vita, I sette ladri
- Roberto Bertea in Ad ogni costo, Uno scacco tutto matto
- Ferruccio Amendola in La costa dei barbari (ridoppiaggio)[8], Confessioni di una spia nazista (doppiaggio tardivo)
- Augusto Marcacci in La donna del ritratto (ridoppiaggio)[9]
- Pino Locchi in Piccolo Cesare (doppiaggio tardivo)
- Renato Turi in I 4 di Chicago
- Carlo Romano in Scusa, me lo presti tuo marito?
- Bruno Persa in Colpo grosso alla napoletana
- Gino Baghetti in L'oro di McKenna
- Mimmo Palmara in L'uomo di bronzo (ridoppiaggio)
- Vittorio Di Prima in Il sapore del delitto (ridoppiaggio)